# Franz Pülsl
Franz Pülsl (* 22. Februar 1875; † 27. Dezember 1946) war ein österreichischer Politiker (SDAP) und Inkassant. Er war von 1919 bis 1927 Abgeordneter zum Landtag von Niederösterreich.
Pülsl arbeitete als Hilfsarbeiter und Schuldiener, bevor er als Kassier bei einer Versicherung zu arbeiten begann. Er diente zwischen 1915 und 1917 im Ersten Weltkrieg und wurde 1917 aus Krankheitsgründen aus dem Kriegsdienst entlassen. Bereits 1910 war er Gemeinderat von Liesing geworden, zwischen 1919 und 1934 fungierte er als Bezirksparteisekretär. Zudem hatte er von 1921 bis 1934 das Amt des Vizebürgermeisters von Liesing inne und war Mitbegründer der „Bau- und Wohngenossenschaft“ (heute „Wien-Süd“). Er vertrat die Sozialdemokratische Arbeiterpartei zwischen dem 20. Mai 1919 und dem 11. Mai 1921 im Landtag von Niederösterreich, wobei er ab dem 10. November 1920 der Kurie Niederösterreich Land angehörte. Danach war er vom 24. März 1926 bis zum 20. Mai 1927 erneut Abgeordneter zum Landtag.